# Roland Møller
Roland Greisen Møller (ur. 1 sierpnia 1972 w Odense) – duński aktor filmowy i telewizyjny.

## Filmografia
- 2010: R jako Mureren
- 2012: Kapringen jako Jan Sørensen
- 2014: En chance til jako mężczyzna w klubie
- 2015: Skammerens datter jako Hannes
- 2015: Pole minowe (Under sandet) jako sierżant Carl Leopold Rasmussen
- 2017: Underverden jako Claus
- 2017: Atomic Blonde jako Aleksander Bremowicz
- 2017: Papillon jako Celier
- 2018: Skyscraper jako Kores Botha
- 2018: Pasażer (The Commuter) jako Jackson